# オリンピックのセルビア・モンテネグロ選手団
オリンピックのセルビア・モンテネグロ選手団は、2003年2月にユーゴスラビアから移行し、2006年まで存在した国家セルビア・モンテネグロのオリンピック選手団。2004年アテネオリンピックと2006年トリノオリンピックの2大会に参加した。
セルビアとモンテネグロは2006年6月にそれぞれ独立国となり、2008年北京オリンピックからはセルビアおよびモンテネグロとして参加している。ただし、セルビアはセルビア・モンテネグロの継承国家であることを宣言しており、セルビア・モンテネグロオリンピック委員会もセルビアに継承されているとされる。

## 概要
セルビア・モンテネグロ選手団が参加したオリンピックは、前述のとおり2004年アテネオリンピックと2006年トリノオリンピックの2大会であるが、アテネオリンピックでは水球と射撃でそれぞれ銀メダルを獲得している。トリノオリンピックではメダル獲得はない。

## メダル獲得数一覧

### 夏季オリンピック
| 大会名      | 金 | 銀 | 銅 | 計 |
| 2004 アテネ | 0  | 2  | 0  | 2  |
| 合計        | 0  | 2  | 0  | 2  |

### 冬季オリンピック
| 大会名      | 金 | 銀 | 銅 | 計 |
| 2006 トリノ | 0  | 0  | 0  | 0  |
| 合計        | 0  | 0  | 0  | 0  |

### 夏季オリンピック競技別
| 競技           | 金 | 銀 | 銅 | 計 |
| -------------- | -- | -- | -- | -- |
| 射撃           | 0  | 1  | 0  | 1  |
| 水球           | 0  | 1  | 0  | 1  |
| 計 (競技数: 2) | 0  | 2  | 0  | 2  |